# 胀果棘豆
胀果棘豆（学名：Oxytropis stracheyana）为豆科棘豆属下的一个种。